# Prigione di Landsberg
La prigione di Landsberg è una struttura penale nella città di Landsberg am Lech, nel sud-ovest della Baviera. È nota soprattutto come la prigione in cui Adolf Hitler fu rinchiuso nel 1924, dopo il fallito Putsch di Monaco, e dove dettò il Mein Kampf a Rudolf Hess.
La prigione fu utilizzata dalle potenze alleate durante l'occupazione della Germania per detenere i criminali di guerra nazisti. Nel 1946, il generale Joseph T. McNarney, comandante in capo delle forze di occupazione statunitensi in Germania, ribattezzò la prigione per criminali di guerra di Landsberg come Prigione n. 1. Gli statunitensi chiusero la struttura nel 1958. Il pieno controllo della prigione passò quindi alla Repubblica Federale Tedesca. Landsberg è gestito dal Servizio carcerario del Ministero della Giustizia bavarese.

## I primi anni della struttura
La prigione di Landsberg fu completata nel 1910, progettata in stile Art Nouveau da Hugo Höfl. Al suo interno quattro blocchi di celle furono costruiti con un orientamento a croce, lo scopo dell'architettura fu di permettere alle guardie di sorvegliare tutte le ali contemporaneamente da una posizione centrale, secondo lo stile usato per il Panopticon.
La prigione fu utilizzata per detenere i criminali condannati e quelli in attesa di sentenza, fu anche designata come prigione Festungshaft cioè come struttura di confinamento, simile a una moderna prigione per custodia protettiva. I prigionieri erano esclusi dai lavori forzati e avevano celle ragionevolmente confortevoli con il permesso di ricevere visite.
Anton Graf von Arco auf Valley, che sparò al primo ministro bavarese Kurt Eisner, nel febbraio 1919, fu condannato alla detenzione in un Festungshaft. Nel 1924, Adolf Hitler trascorse 264 giorni nel carcere di Landsberg, in seguito alla condanna per tradimento per il Putsch di Monaco avvenuto l'anno precedente e durante la prigionia, Hitler dettò e scrisse il libro Mein Kampf con l'assistenza di Rudolf Hess.
Numerosi prigionieri politici furono deportati in Germania dai nazisti e imprigionati a Landsberg. Tra l'inizio del 1944 e la fine della guerra, almeno 210 prigionieri morirono a Landsberg in seguito ai maltrattamenti o alle esecuzioni.

## Sotto l'autorità dell'esercito degli Stati Uniti
Alla fine della seconda guerra mondiale, durante l'occupazione della Germania da parte degli Alleati, l'esercito statunitense designò la prigione come Prigione criminale di guerra n. 1 per la detenzione dei criminali di guerra nazisti condannati, gestita e sorvegliata dal personale della polizia militare dell'esercito degli Stati Uniti. I primi prigionieri arrivarono a Landsberg nel dicembre 1945, condannati a morte per crimini contro l'umanità durante il processo di Dachau, iniziato un mese prima.
Tra il 1945 e il 1946, la prigione ospitò 110 prigionieri condannati nei processi secondari di Norimberga, 1416 criminali di guerra nei processi di Dachau e 21 prigionieri condannati nei processi di Shanghai.
In cinque anni e mezzo, la prigione di Landsberg fu il luogo di esecuzione di 252 criminali di guerra, tutti condannati a morte per impiccagione. Le esecuzioni furono eseguite rapidamente, nel maggio 1946; ad esempio 28 ex guardie SS del campo di Dachau furono impiccate nell'arco di quattro giorni. I corpi non reclamati furono sepolti in tombe senza riconoscimento nel cimitero accanto alla cappella di Spöttingen.
La prigione fu utilizzata anche per le esecuzioni dei criminali comuni: tra il 1947 e il 1949 furono giustiziati in trentatré, tra cui un soldato americano sottoposto a corte marziale per aver ucciso un civile, 29 dei quali mediante fucilazione.

## Prigionieri noti
Tra gli ex membri del Terzo Reich che furono portati nella prigione di Landsberg figurano:
- Gottlob Berger
- Paul Blobel
- Karl Brandt
- Sepp Dietrich
- Hellmuth Felmy
- Otto Hofmann
- Karl-Adolf Hollidt
- Hermann Hoth
- Waldemar Klingelhöfer
- Gustav Knittel
- Alfried Krupp
- Hans Lammers
- Wilhelm List
- Erhard Milch
- Joachim Peiper
- Hermann Pister
- Oswald Pohl
- Gustav Adolf Steengracht von Moyland
- Otto Ohlendorf
- Martin Sandberger
- Otto Steinbrinck
- Walter Warlimont
- Martin Gottfried Weiss
- Fritz Dietrich
- Friedrich Entress
- Eduard Krebsbach

## Nel dopoguerra

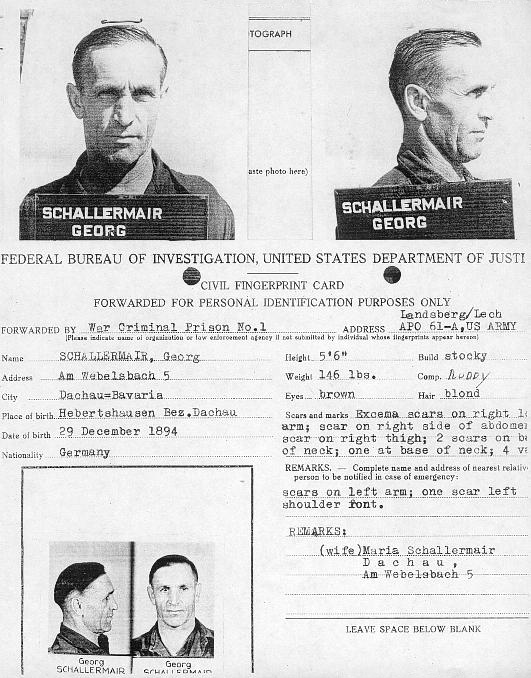
Scheda dell'ex SS-Hauptscharführer Georg Schallermair, che lavorava nel sottocampo di Mühldorf. Dopo essere stato condannato a morte al processo di Dachau, Schallermair fu impiccato a Landsberg nel 1951.

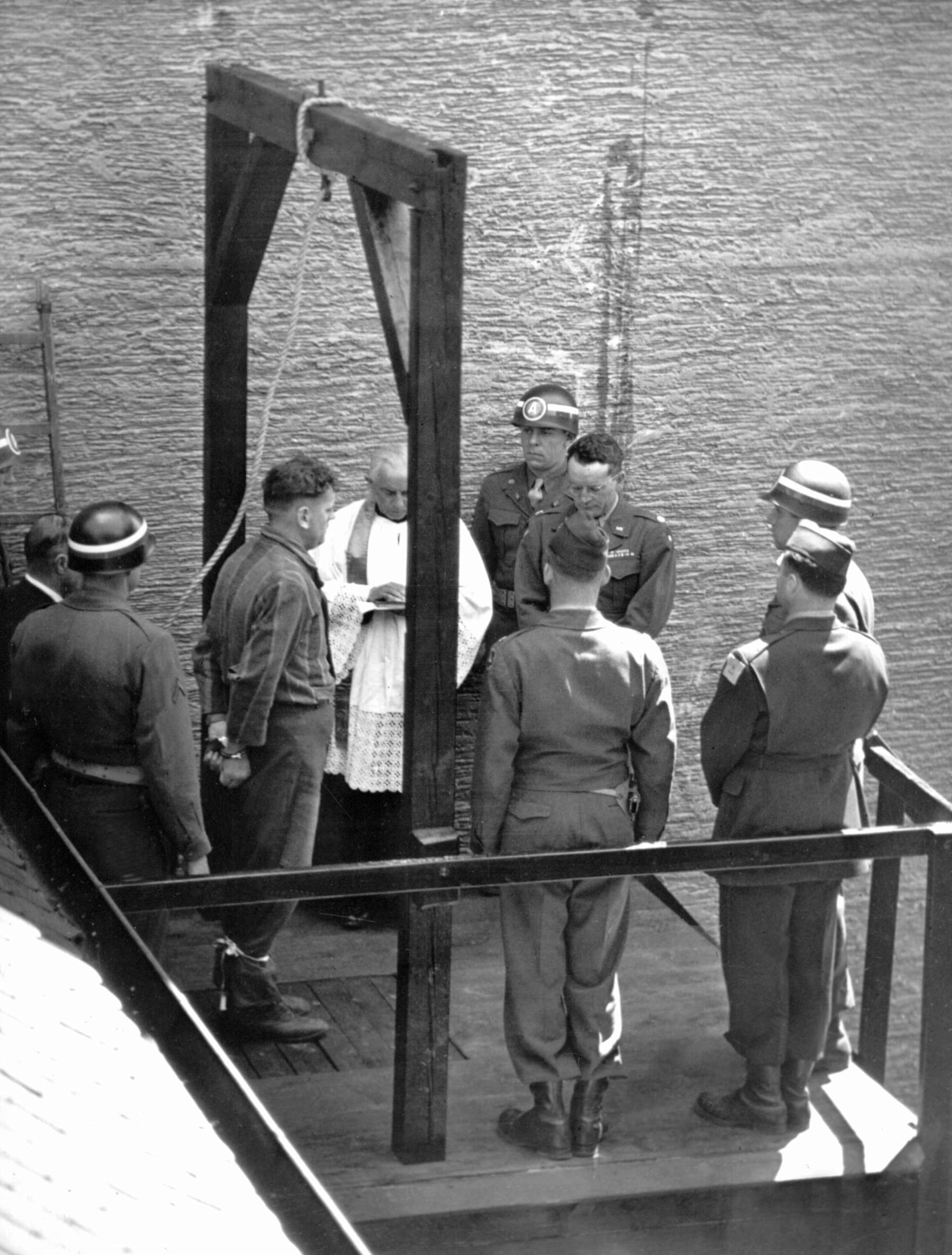
Un criminale di guerra condannato poco prima di essere impiccato. Il cappellano Karl Morgenschweis prega per lui.

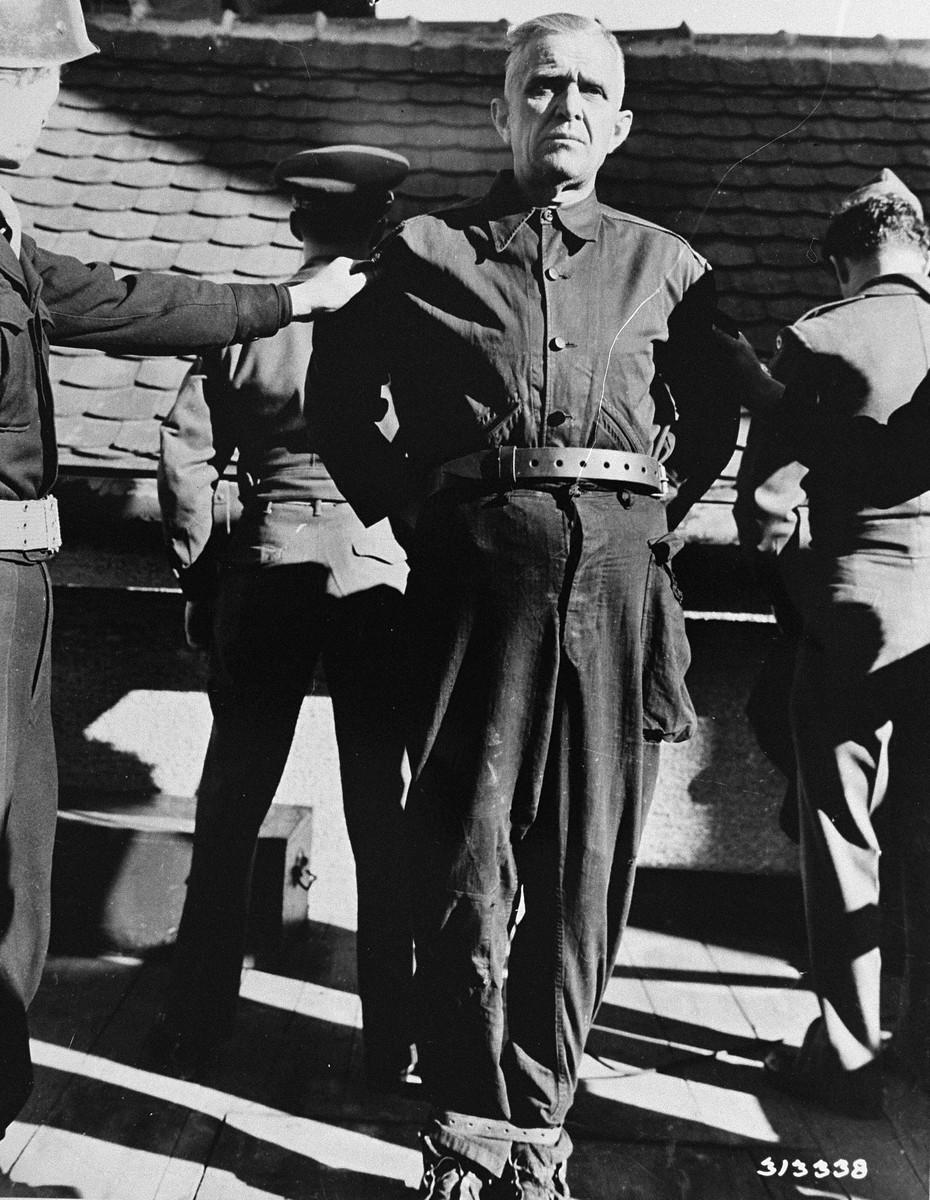
Il criminale di guerra nazista Wladislaw Dopierla prima della sua esecuzione nel 1948.

Nel 1948 l'Associazione per il benessere dei prigionieri del Ministero della Giustizia bavarese (in tedesco: Vereinigung für die Wohlfahrt von Gefangenen des Bayerischen Staatsministeriums der Justiz) gestì le esigenze dei prigionieri detenuti dall'esercito americano. Con la nascita della Repubblica Federale Tedesca nel maggio 1949 fu abolita la pena di morte, le successive richieste di politici, chiese, industriali e artisti portarono a numerose petizioni per la chiusura della prigione, uno sforzo generale per portare alla libertà tutti i tedeschi condannati per crimini di guerra.
Nella seconda metà del 1950 e nella prima metà del 1951, migliaia di tedeschi parteciparono alle manifestazioni davanti alla prigione per chiedere la grazia per tutti i criminali di guerra, mentre i media tedeschi si schierarono in modo preponderante dalla parte dei condannati, descritti come vittime innocenti della "legge del linciaggio" statunitense. Sebbene i manifestanti di Landsberg affermassero di essere oppositori della pena capitale e di non essere motivati da alcun tipo di sentimento filonazista o antisemita, le loro azioni smentivano le parole. Quando il 7 gennaio 1951 un gruppo di circa 300 ebrei arrivò a Landsberg chiedendo l'esecuzione dei criminali di guerra, i manifestanti tedeschi che chiedevano l'amnistia iniziarono a scandire lo slogan nazista "Juden raus! Juden raus!" ("Fuori gli ebrei! Fuori gli ebrei!") e poi procedettero a picchiare i manifestanti ebrei.
Lo storico tedesco Norbert Frei ha osservato che quasi tutti i politici che chiesero la libertà per i condannati a Landsberg durante le varie manifestazioni di protesta fuori dalla prigione, come ad esempio Richard Jaeger, divennero in seguito importanti sostenitori del ripristino della pena capitale, circostanza che suggerisce fortemente che ciò a cui persone come Jaeger si opponevano non erano le esecuzioni in generale, ma le esecuzioni dei criminali di guerra nazisti. Un altro politico che parlò ai raduni di protesta fuori dalla prigione di Landsberg fu Gebhard Seelos del partito bavarese, che definì i prigionieri di Landsberg, insieme a Heligoland — che veniva usata come tiro al bersaglio dalla RAF — "fari del Volk tedesco nella loro lotta per la giustizia, la pace e la riconciliazione delle nazioni". Inoltre Seelos ha poi paragonato le sofferenze dei prigionieri condannati a Landsberg a quelle dei sei milioni di ebrei uccisi nell'Olocausto, sostenendo che l'esecuzione dei prigionieri nel braccio della morte a Landsberg sarebbe stato un atto altrettanto "disumano" quanto l'Olocausto. Il discorso di Seelos ha suscitato un forte applauso della folla. Frei ha definito il discorso di Seelos, con la sua affermazione che i criminali di guerra che rischiano l'esecuzione a Landsberg sono vittime tanto quanto gli ebrei che hanno ucciso durante l'Olocausto, un esercizio di equivalenza morale "mozzafiato".
All'inizio del 1951, il parlamento bavarese approvò una risoluzione in cui si dichiarava che tutti i prigionieri militari di Landsberg, Werl e Wittlich dovevano essere riconosciuti come prigionieri di guerra, diventando così responsabilità del governo federale tedesco. Il 2 gennaio 1951, il Cancelliere della Germania Ovest, Konrad Adenauer, incontrò l'Alto Commissario degli Stati Uniti per la Germania, John J. McCloy, per sostenere che lo status dei prigionieri di Landsberg non era tanto una questione legale, ma politica, e che l'esecuzione dei prigionieri di Landsberg avrebbe compromesso per sempre qualsiasi sforzo per far sì che la Repubblica Federale svolgesse il proprio ruolo nella Guerra Fredda.
Il 31 gennaio 1951 McCloy, sotto la forte pressione dell'opinione pubblica tedesca, accettò di rivedere le sentenze dei processi di Norimberga e di Dachau: su 28 prigionieri condannati a morte furono confermate sette condanne, mentre altri condannati, come l'industriale Alfried Krupp von Bohlen und Halbach, furono graziati da McCloy. Anche le sentenze di molti altri criminali di guerra che non erano nel braccio della morte furono ridotte. Le cinque condanne a morte confermate da McCloy, le cosiddette "peggiori delle peggiori" a Landsberg, furono contro Oswald Pohl, Paul Blobel, Otto Ohlendorf, Werner Braune, Erich Naumann. Altre due condanne a morte emesse nei processi di Dachau furono confermate dal generale Thomas T. Handy: Georg Schallermair (sergente delle SS a Mühldorf, sottocampo di Dachau) e Hans Hermann Schmidt (aiutante nel campo di Buchenwald).
Né Adenauer né l'opinione pubblica tedesca furono soddisfatti delle decisioni prese da McCloy e Handy e, di conseguenza, per tutta la prima metà del 1951, la Repubblica Federale continuò a fare pressioni su McCloy affinché graziasse i sette condannati, mentre a Landsberg continuavano le grandi manifestazioni per l'amnistia e la libertà per i cosiddetti "Sette di Landsberg". Le esecuzioni finali furono condotte il 7 giugno 1951. Verso la metà degli anni Cinquanta, questi detenuti cominciarono a essere considerati non più come criminali di guerra, ma come prigionieri politici o prigionieri di guerra. Ad esempio, nel 1955, il consiglio comunale di Landsberg chiese al sindaco di "adoperarsi per il rilascio dei prigionieri politici". Il governo a Bonn decise che le condanne dei criminali di guerra da parte dei tribunali militari dovevano essere considerate come condanne straniere e quindi non rientravano nella fedina penale dell'individuo.
Nel 1956, gli Stati Uniti cedettero la maggior parte della prigione alla Germania Ovest. I detenuti che stavano ancora scontando condanne statunitensi furono trasferiti in una piccola sezione. Nel maggio 1958, l'esercito degli Stati Uniti cedette il pieno controllo della prigione di Landsberg quando gli ultimi quattro prigionieri furono rilasciati. Tre di loro erano ex ufficiali delle SS condannati durante i processi alle Einsatzgruppen tra il 1947 e il 1948, inizialmente condannati a morte furono risparmiati dall'amnistia parziale del 1951. Da questo momento la gestione della struttura fu trasferita al Ministero della Giustizia civile bavarese.

## Fine XX e XXI secolo
Il carcere è diventato in seguito un istituto di correzione progressivo, è in grado di fornire formazione, competenze e assistenza medica ai detenuti. Nel centro di formazione si tengono dei corsi di formazione per professioni quali panettieri, elettricisti, imbianchini, macellai, falegnami, sarti, calzolai, addetti al riscaldamento e alla ventilazione e muratori. Uli Hoeneß scontò la sua condanna per frode fiscale proprio nel carcere di Landsberg.